# Törökország hadba lépése (1914)

Törökország zászlaja 1914-ben

## „Európa beteg embere”

### Törökország lemaradásának tünetei
A XIX. század az évszázados Török Birodalom bomlásának időszaka. Az ország mind társadalmilag, mind gazdaságilag, mind katonailag egyre inkább alárendelt szerepbe került a kor európai nagyhatalmaival szemben. Az ország mindenféle tekintetben igen megosztott volt.
A legfejlettebb térségnek az Isztambul környéki és az európai területek számítottak. Isztambul környékén megjelent a gyáripar, de fejlődése korántsem ért el az európaihoz hasonlatos méreteket. A birodalom távoli részein, Arábiában, Mezopotámiában és Kis-Ázsia hegyei között középkori termelési viszonyok uralkodtak.
Az ébredező nacionalizmus korában döntő fontosságú volt, hogy a birodalom területén sok vallás és etnikum keveredett. A balkáni birtokok egyre zsugorodó területén a törökök majdnem mindenhol etnikai kisebbséget alkottak. Kis-Ázsiában a kurdok és az örmények, a birodalom távolabbi részein az arabok voltak többségben. Vallásilag is megosztott volt a társadalom. A muzulmán vallás volt az uralkodó, de a különböző vallási szekták ellenségesen tekintettek egymásra is. A helyzetet bonyolította a birodalom sok vidékén (Libanon, Kis-Ázsia partvidéke, Örményország, Egyiptom) jelentős keresztény kisebbség (a Balkánon többség), amely a nyugati világhoz vonzódott, az európai államokkal rokonszenvezett, nacionalista eszméket tett magáévá. A lakosság hatalmas többsége analfabéta volt. A születéskor várható élettartam messze elmaradt az európaitól. A közlekedési infrastruktúra fejletlen volt, a vasutak építése csak nehezen indult el.
Ilyen körülmények között a hadsereg sem állott a kor színvonalán. A fegyverek elavultak voltak, modern harceszközök gyártása el sem kezdődött. A hadsereg motorizálása el sem kezdődött, a flotta pedig néhány korszerűtlen és apró hajóból állott.

### Területi hanyatlás

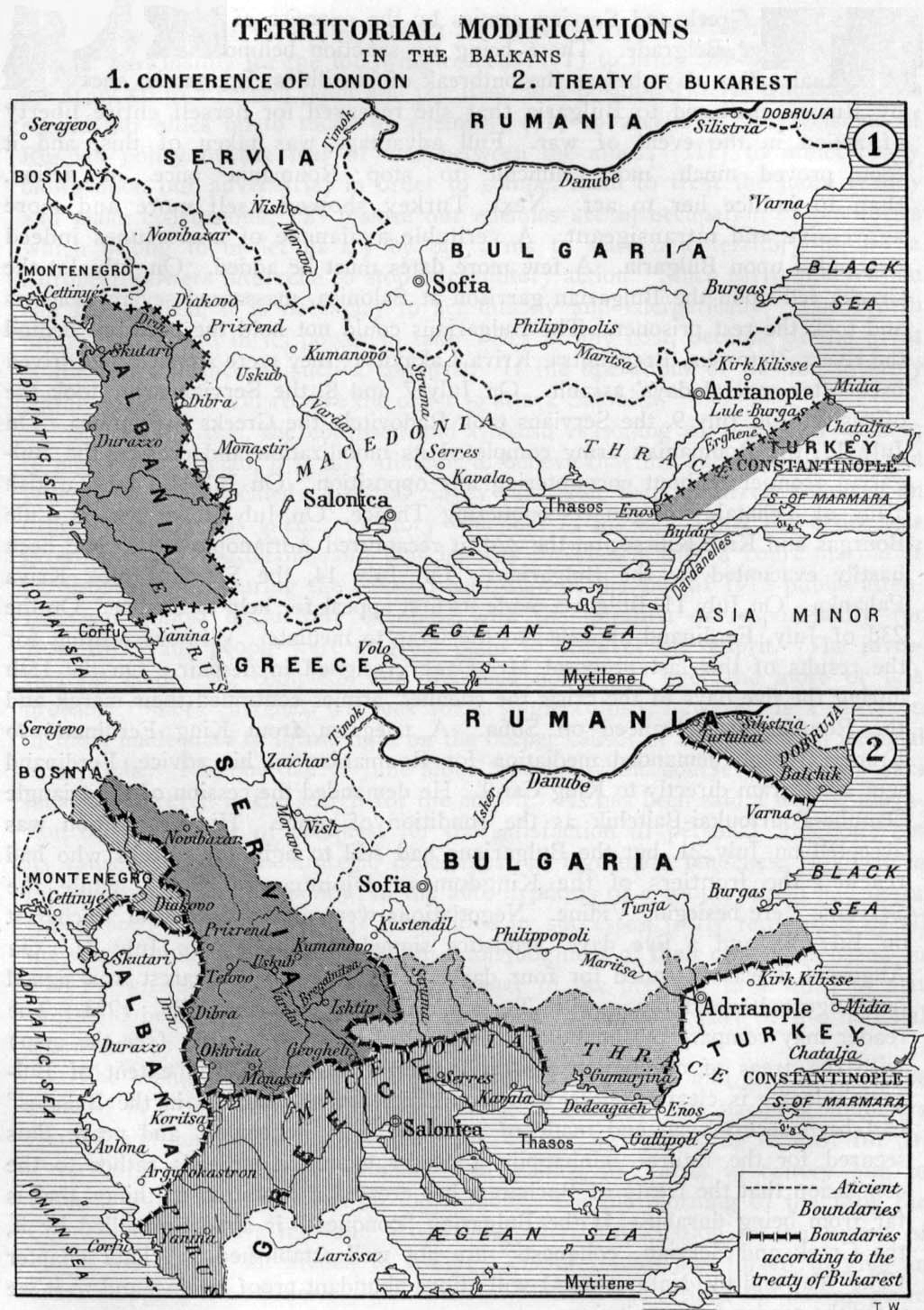
Törökország kiszorulása a Balkánról

Törökország látványos hanyatlása nem kerülte el a világszerte gyarmatokat létesítő európai nagyhatalmak figyelmét. 1878-ban Nagy-Britannia és Franciaország már titkos szerződést kötött az afrikai török birtokok felosztásáról. 1881-ben a franciák realizálták a szerződést és egy rövid hadjárat után 1881-ben kihasították Tunéziát a birodalomból. Egy évvel később Nagy-Britannia benyomult Egyiptomba.
A Balkánon Montenegró 1860-ban, Szerbia és Bulgária 1878-ban nyert el függetlenséget vagy nagyfokú autonómiát. Szintén 1878-ban szálltak partra angol csapatok Cipruson. Az Osztrák-Magyar Monarchia 1908-ban sajátjának nyilvánította Bosznia-Hercegovinát. Balkán-szerte függetlenségi és nacionalista mozgalmak ütötték fel a fejüket, a török hatalom az egész térségben megingott.
1911-ben Olaszország a nagyhatalmakkal kötött titkos alkut Törökország egyes területeinek kisajátítására. 1911-ben egy nyilvánvalóan koholt ürüggyel háborút indított és elragadta a törököktől Líbiát. (A casus belli az volt, hogy a tripoli török helytartónál udvariatlanul viselkedtek az olasz üzletemberekkel.) Az olasz támadás csúcspontján a görögök, szerbek és bolgárok összehangolt támadást intéztek Törökország megmaradt európai birtokai ellen és kevés kivétellel minden török területet felosztottak. 1912-ben ezeknek csak egy kis töredékét tudta visszaszerezni Törökország.

### Németország befolyásának erősödése
Törökország számára elmaradottsága okán nem kínálkozott lehetőség sem a nyugati hatalmakkal, sem a balkáni nemzetek függetlenségi törekvéseivel való szembeszállásra. A diplomáciai elszigeteltségből való kitörés és a további területrablás megakadályozására az isztambuli kormány szövetségeseket keresett a kor imperialista hatalmai között. A korabeli hatalmak közül csak Németország jöhetett szóba. A berlini kormányzat jól ismerte fel a Törökországban rejlő lehetőséget. A németek „Drang nach Osten” („Törekvés Kelet felé”) stratégiájában kulcsszerephez jutott az oszmánok hanyatló állama. Németország nem követelt koncessziókat és nem hasított ki területeket magának, de jelenléte folyamatosan érezhető volt az ország stratégiai pontjain, és egyre nagyobb befolyást szerzett az államvezetésben is. Németország segítséget nyújtott a szétzilált török haderő átszervezéséhez és modern német fegyvereket juttatott nekik. A török hadseregben német tisztek jelentek meg, német vállalatok kezdtek beruházásokba török földön. Ezek közül a legnagyobb az Isztambul–Bagdad vasútvonal építése volt. A német–török szövetséget titkos szerződésekkel és hatalmas hitelekkel erősítették meg.

## A hadiállapot beállta

### A Reshadiye és az I. Oszmán Szultán
A török kormányzat flottamodernizációs program keretében a Vickers és az Armstrong hajógyáraktól King George V. osztályú csatahajókat rendelt 1911-ben és 1913-ban. Megrendeltek egy harmadikat is, de a török büdzsé nem bírta el a flottaprogram terheit, ezért azt lemondták. 1914-ben egy negyediket is megrendeltek a Vickerstől, melynek Fatih lett volna a neve, de ezt a szerződést háború kitörése semmissé tette. 1914. augusztus 3-án a török kormányzat a Reshadiye és az I. Oszmán Szultán utolsó részletét is kifizette, de Winston Churchill, az Admiralitás első lordja kompenzáció nélkül elkobozta őket és másnap besorozta a Brit Királyi Haditengerészet kötelékébe HMS Agincourt és HMS Erin néven.
Az eljárás felháborította a török közvéleményt. A kormány a finanszírozási nehézségeket ugyanis úgy hidalta át, hogy lakossági adományokat gyűjtött a hadihajók elkészítésére és haditengerészeti kitüntetésben részesítette a hozzájárulókat, így a török lakosság nagyon szorosan kötődött az ügyhöz és a hajókat saját magáénak érezte. A török kormányzat tiltakozott az angol eljárás ellen, de mindhiába.

### A Goeben és a Breslau Törökországban
1914 augusztusában két német hadihajó tartózkodott a Földközi-tengeren. A Goeben és a Breslau Franciaországtól délre tartózkodott, amikor a hadi cselekmények elkezdődtek. Előzőleg a Monarchia adriai kikötőiben időztek, de a háború szelét megérezve kifutottak, nehogy beragadjanak az Adriai-tengerre. A háború első napján francia kikötőket lövettek, majd a túlerőben lévő francia és brit flotta elől menekülni kezdtek kelet felé. (A Gibraltári-szoroson való áttörés esélytelen volt.) Sikeresen kikerülték a máltai angol flottabázist, majd Isztambul felé fordultak, ahova augusztus 10-én megérkeztek.
Anglia és Franciaország azon nyomban tiltakozott a német csatahajók beengedése ellen és kiutasításukat követelte. Németország és Törökország pár napos alkudozás után szerződést kötött. A két hadihajó hivatalosan török tulajdonba került, a Goeben új neve "Yavuz", a Breslau-é "Midilli" lett. A hajókat továbbra is a német legénység üzemeltette. A hajókötelék parancsnokát, a német Souchon admirálist kinevezték a török flotta főparancsnokává. A török lakosság ugyanolyan nagy hálával tekintett Németországra az ajándékba kapott két csatahajóért, mint amekkora haraggal az Egyesült Királyságra. A Reshadiye és az I. Oszmán Szultán elkobzásáért bosszúból augusztus 15-én Törökország felmondta az Egyesült Királysággal fennálló haditengerészeti megállapodását.
A német hajók mögött lezárultak a tengerszorosok. A török hadsereg elaknásította a Dardanellákat és nem engedte be az Oroszországból nyugatra tartó francia és brit hajókat. Augusztus 22-én aztán váratlanul megnyitották a szorosokat és a Fekete-tengeren rekedt antant-hajók kifuthattak. Szeptember elején azonban újból lezárták őket, mert angol hadihajók az Égei-tengeren visszafordulásra kényszerítettek egy török kereskedelmi hajót. Szeptember 15-én a Limpus admirális vezette angol tengerészeti misszió távozni kényszerült Törökországból.

### A török és német célok
A török politikai körök kezdettől fogva számoltak azzal, hogy egy európai konfliktus esetén hadba kell szállniuk Németország oldalán. A török hadvezetés a háborút terjeszkedésre kívánta felhasználni. Az elsődleges cél a XIX. század végén elveszett Egyiptom és a Szuezi-csatorna feletti ellenőrzés visszaszerzése volt, másodsorban az Orosz Birodalom visszaszorítása a Kaukázus északi oldalára.
Németország számára a török szövetséges az antant-hajózás ellenében jött kapóra. A török hadsereg a Szuezi-csatorna átvágásával elzárhatta Nagy-Britanniát Indiától és Kelet-afrikai gyarmataitól. A Dardanellák és a Boszporusz ellenőrzése pedig az angol-francia fegyverek oroszországi exportját tette lehetetlenné.
1914 augusztusában Németország és az Osztrák–Magyar Monarchia számára a legfontosabb cél volt, hogy elkerülhessék a kétfrontos háborút. Szeptember közepére már nyilvánvaló volt, hogy Oroszország gyorsabban mozgósítja csapatait, mint ahogy a központi hatalmak leszámolnak Szerbiával és Franciaországgal. Németország szorongatott helyzetbe került, hiszen csapatai nyugaton támadtak, miközben keleti határain felsorakozott az orosz inváziós hadsereg. Németország egyre növekvő nyomást gyakorolt Törökországra, hogy az indítson háborút Oroszország ellen, így tehermentesítvén keleti frontját.

### Hadüzenetek

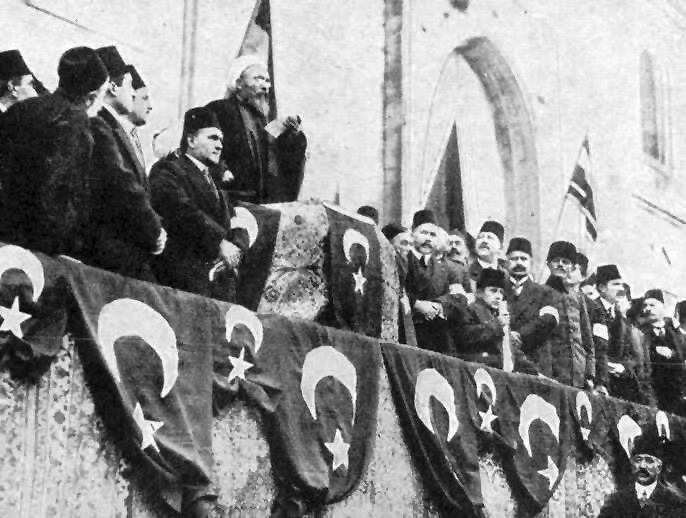
Török állami és vallási vezetők meghirdetik az antant elleni szent háborút – 1914 november

1914 októberére a németek helyzete Európában nehézre fordult. Az orosz fenyegetéssel szemben egyre erősebben sürgették, hogy Törökország lépjen hadba Oroszország ellen. Október végén már nem lehetett tovább halogatni a hadjáratot. Enver pasa – a németek szövetségese – utasította Souchon admirálist, hogy a Yavuz és a Midilli támadjon orosz kikötőket. Október 28-án a török flotta több támadást intézett Odessza és Szevasztopol ellen, mellyel csaknem egyidőben angol támadás ért Izmir környékén egy török kereskedőhajót. Anglia, Franciaország és Oroszország visszahívta isztambuli nagykövetét és erős hangú ultimátumban követelte a német hadihajók kiutasítását. E felhívásra török válasz nem érkezett, ezért november 3-án Oroszország deklarálta a Török Birodalom elleni háborút. E napon angol hadihajók a Dardanellák erődjeit lőtték a tengerről, majd két nappal később megérkezett Isztambulba a londoni kormány hadüzenete is. Törökország ősi oszmán szokás szerint szerint az angolok, oroszok és franciák elleni szent háborúra szólította fel a világ muzulmánjait.